# Artogne
Artogne – miejscowość i gmina we Włoszech, w regionie Lombardia, w prowincji Brescia.
Według danych na rok 2004 gminę zamieszkiwało 3135 osób, 149,3 os./km².

## Współpraca
Miejscowość partnerska:
- Courcelles, Belgia